# جب الدم (جرابلس)
جب الدم قرية سوريّة تتبع إداريّاً لمحافظة حلب منطقة جرابلس ناحية غندورة، بلغ تعداد سكانها 358 نسمة حسب التعداد السكاني لعام 2004.